# Caio Duilio (cuirassé)
Pour les autres navires du même nom, voir Caio Duilio.
Le Caio Duilio était un cuirassé de classe Andrea Doria lancé par la marine italienne durant la Première Guerre mondiale. Il rend hommage à Caius Duilius, un amiral et homme politique romain d'origine plébéienne.
Il est mis sur cale aux chantiers navals de Castellammare di Stabia, près de Naples, le 24 février 1912, il est lancé le 24 avril 1913 et admis au service actif le 10 mai 1915.

## Historique

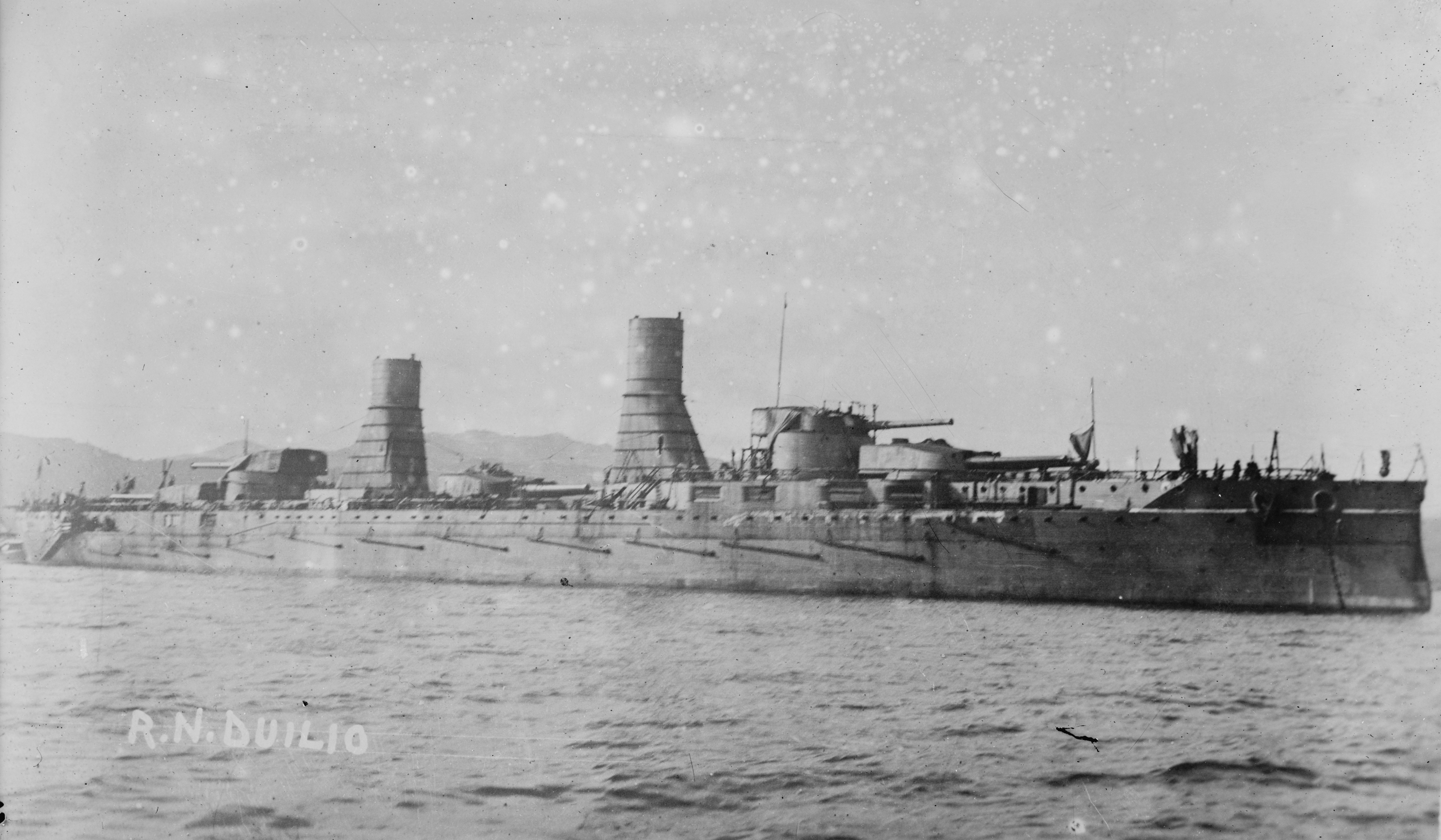
Le Caio Duilio entre 1913 et 1915.

Comme le reste de la Regia Marina, l'activité du Caio Duilio fut des plus réduites, le nouveau fleuron de la marine italienne passant le plus clair de son temps à Tarente à quai. Il participa cependant à un entrainement opérationnel du 29 novembre 1916 au 21 janvier 1917 au large de Corfou.
La guerre achevée, il effectue des exercices au large de Corfou en compagnie de son sister-ship Andrea Doria et du cuirassé Giulio Cesare, puis regagne Tarente le 26 janvier 1919. Le 25 avril, les deux navires gagnent la région de Smyrne pour faire valoir les droits et les ambitions de Rome dans le dépeçage de l'empire Ottoman. Le Caio Duilio regagne l'Italie le 12 septembre après que lui et son sister-ship eurent été relevés par le Giulio Cesare. À son retour en Italie, le Caio Duilio participe aux opérations au large de l'État libre de Fiume en 1920 suivies de l'occupation des îles du Dodécanèse en 1921 avant l'accrochage avec la Grèce à propos de l'île de Corfou après l'assassinat du général italien Enrico Tellini. Le Caio Duilo rentre ensuite à Tarente en septembre 1923.
En 1924, à l'occasion de la visite en Espagne du roi d'Italie, Victor-Emmanuel III, le Caio Duilio effectua une visite dans les ports espagnols en compagnie du Dante Alighieri et du Conte di Cavour.
Le 8 avril 1925, alors que le cuirassé effectuait un exercice de tir au large de La Spezia, une explosion dans l'élévateur de munitions de la tourelle centrale secoua le cuirassé. Les dégâts étaient sérieux et il ne retrouva le service actif qu'en 1928. Il subit également une refonte à Tarente du 18 mars au 15 juin 1930. Après une croisière au Levant à la fin de l'année 1932 où il visita des ports grecs et turcs, il passa quelques mois en réserve avant d'être réarmé comme navire amiral des forces de réserve à Tarente, rôle qu'il assura jusqu'à la fin de 1936.
Le 19 mars 1937, le cuirassé arriva aux chantiers Ansaldo de Gênes pour sa reconstruction qui débuta officiellement le 1er avril. Il reçut un nouveau tronçon de coque de 10 mètres, les superstructures furent refondues, la tourelle centrale débarquée pour permettre l'installation de turbines et de chaudières plus puissantes. La protection fut également renforcée avec notamment l'installation du système Pugliese tandis que l'armement était totalement refondu avec l’alésage des tubes de 305 mm passant à 320 mm, le débarquement des canons de 152 mm en casemates et des canons de 76 mm au profit de 12 canons de 135 mm en quatre tourelles triples, de 10 canons antiaériens de 90 mm en affûts simples, de 15 canons de 37 mm (six affûts doubles et trois simples) et de 16 canons de 20 mm (huit affûts doubles). À la différence des Cavour, le Caio Duilio et son sister-ship reçurent deux catapultes pour des hydravions. Leur conduite de tir était également plus moderne que celle de leurs prédécesseurs.
Réadmis au service actif le 15 juillet 1940, le Caio Duilio fut intégré à la 5e division de cuirassés et participa à la riposte contre l'opération britannique Hats, un convoi de ravitaillement entre Alexandrie et Malte. S'ensuivit une série complexe d'opérations entre le 30 août et le 5 septembre 1940 qui se terminèrent sans pertes côté italien, mais la Regia Marina fut incapable d'intercepter le cuirassé britannique HMS Valiant et d'empêcher l'arrivée du ravitaillement britannique à Malte.

Carte montrant la disposition de la flotte italienne et les attaques britanniques contre Tarente.

Dans la nuit du 11 au 12 novembre 1940, vingt et un Fairey Swordfish du porte-avions Illustrious de la Mediterranean Fleet attaquèrent la flotte italienne basée à Tarente en deux vagues. Si l'Andrea Doria sortit indemne, le Caio Duilio eut moins de chance. Une torpille lancé à 400 mètres toucha le navire à proximité de la soute à munitions avant, créant une brèche de 11 mètres sur 7. Le navire coula par petit fond et le 26 janvier 1941, le cuirassé quitta Tarente pour des réparations à Gênes, entrant au bassin le 3 février 1941. Il y restera jusqu'à la fin du mois d'avril 1941, retournant de la baie de Tarente en mai 1941.
Après sa remise en service, le cuirassé servit principalement d'escorteur pour les convois à destination de la Libye. En décembre 1941, avec à bord l'amiral Carlo Bergamini, il participa à la première bataille du golfe de Syrte suivie de l'escorte du convoi M 43 du 3 au 6 janvier 1942. Après une ultime mission d'escorte du 21 au 24 février, le Caio Duilio n'effectua plus que quelques sorties d'entraînement faute de carburant et à partir de 1943, le cuirassé resta immobilisé à Tarente, servant de simple batterie antiaérienne flottante.

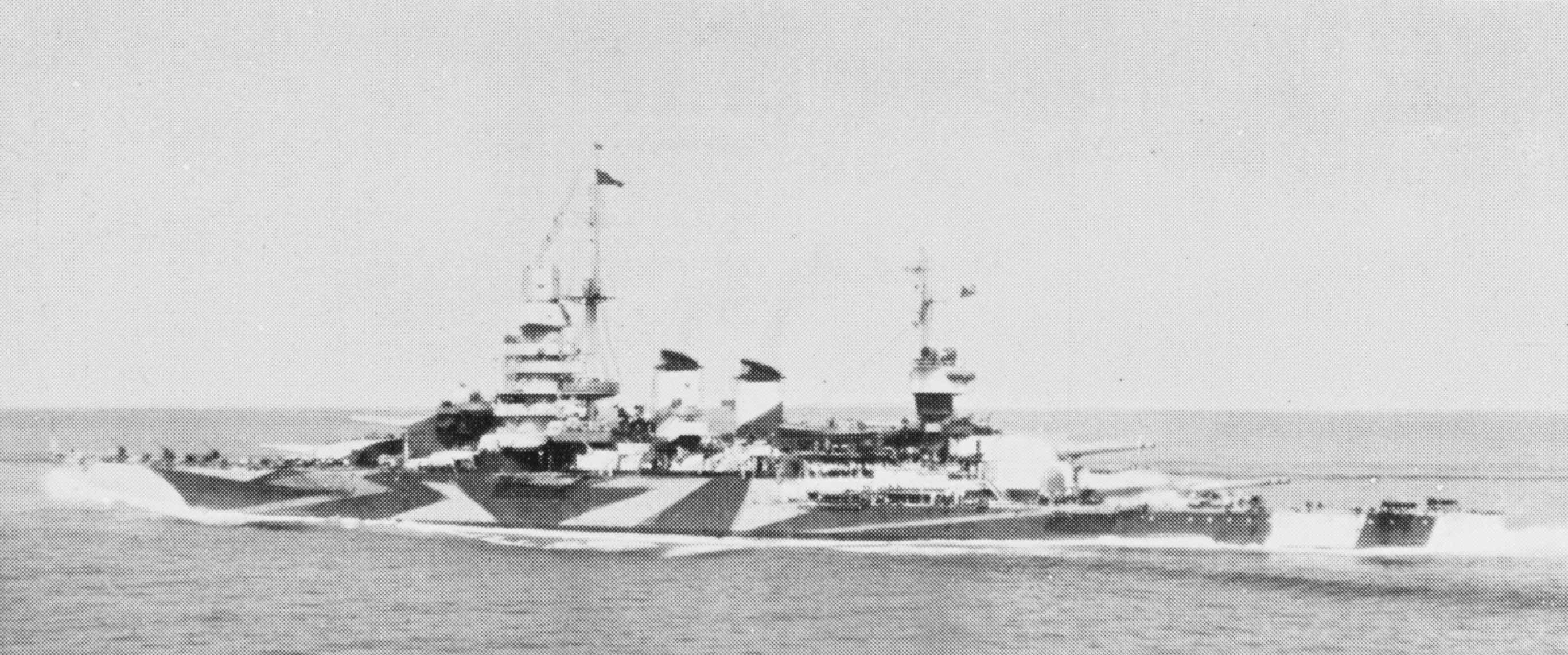
Le Caio Duilio en direction de Malte le 9 septembre 1943.

Lors de l'armistice de Cassibile, le Caio Duilio était à quai à Tarente et il appareilla pour Malte où il fut interné avec le reste de la marine italienne. En juin 1944, les Alliés autorisent le Caio Duilio à revenir dans les ports italiens ; il passe le reste de la guerre à Tarente, Syracuse, et Augusta.
Le traité de paix de 1947 ne laissa que deux cuirassés à la marine italienne et à défaut des deux navires de classe Littorio, la Marina Militare put conserver les deux sister-ships. Du 1er mai 1946 au 10 novembre 1949 (puis en 1950 et 1951), le Caio Duilio fut le navire amiral de la marine italienne, effectuant plusieurs exercices aux côtés d'autres marines occidentales. En 1953, le cuirassé fut mis en réserve à La Spezia, désarmé le 15 septembre 1956 et démoli entre 1957 et 1961.